# Jäger, Hirten, Kritiker. Eine Utopie für die digitale Gesellschaft
Jäger, Hirten, Kritiker. Eine Utopie für die digitale Gesellschaft ist ein im Jahr 2018 veröffentlichtes Sachbuch des deutschen Publizisten Richard David Precht. Darin reflektiert der Verfasser die Perspektiven der digitalen Revolution und skizziert angesichts ihm bedrohlich erscheinender Zukunftsszenarien seine Vision eines Lebens „in selbstbestimmtem Tun, ohne Konditionierung und Eintönigkeit.“ (S. 9)
Auf das Einleitungskapitel, das unter anderem die Gesellschaftsvisionen von Tommaso Campanella, Karl Marx und Oscar Wilde aufruft, folgt der erste Hauptteil Die Revolution, in dem Precht das Ende der herkömmlichen Arbeits- und Leistungsgesellschaft im Zuge einer „großen Überforderung“ durch „die Umwälzungen“ auf der Basis von digitaler Technologie, Robotern und künstlicher Intelligenz kommen sieht. Im zweiten Hauptteil unter dem Titel Die Utopie entwickelt Precht Strategien für eine menschengerechte Zukunft unter den Bedingungen der digitalen Automation. Da viele bestehende Formen von Lohn- und Erwerbsarbeit laut Precht in Zukunft entfallen werden, plädiert er für ein bedingungsloses Grundeinkommen, das sinnstiftende Tätigkeit als vollwertige Alternativform von Arbeit ermöglichen soll. (S. 124) Für die auf lebenslanges individuelles Weiterlernen angelegte Zukunft werde vermehrt intrinsische Motivation und ein den digitalen Herausforderungen angepasstes, auf Erinnerungs- und Urteilsvermögen gerichtetes Bildungswesen gebraucht. (S. 170)
Zu trennen seien schätzenswerte Verbesserungen und Lebenserleichterungen durch digitale Technik von den gleichfalls möglichen, jedoch inakzeptablen Übergriffen auf die ethische Orientierung und Freiheit von Menschen. (S. 218) Schutz der persönlichen Daten und informationelle Selbstbestimmung zu gewährleisten, hält Precht für dringliche Aufgaben von Staat und Politik. Zweifel äußert er in seinen Schlussbetrachtungen unter der Überschrift Nachtgedanken vor allem hinsichtlich der Umsetzbarkeit seines Zukunftsentwurfs im globalen Maßstab. (S. 266)

## Inhaltliche Akzente

### Anzeichen einer großen Überforderung
Eingangs seiner Ausführungen zur digitalen Revolution betont Precht, dass die Zukunft nicht so sehr über die Menschen komme, vielmehr von ihnen gemacht werde. Die sich stellende Grundfrage sei darum nicht: „Wie werden wir leben?“ Sondern: „Wie wollen wir leben?“ (S. 15) Die Dringlichkeit der Behandlung dieser Frage ergibt sich für Precht unter anderem aus Entwicklungen am Arbeitsmarkt: „Jede Tätigkeit, deren Routinen algorithmisierbar sind, ist prinzipiell ersetzbar.“ Wahrscheinlich wegfallen könnten u. a. Millionen von Buchhaltern, Finanzbeamten, Verwaltungsfachleuten, Juristen, Steuerberatern, LKW-, Bus- und Taxifahrern, Bankangestellten, Finanzanalysten und Versicherungsagenten. Frühere Ausbildungsberufe würden künftig von Robotern ersetzt, ungezählte Dienstleistungen nur noch in Selbstbedienung am Bildschirm erledigt, beispielsweise Reisen buchen, Kleider und Bücher bestellen oder Überweisungen ausführen. (S. 24)
Über den Plattform-Kapitalismus kann laut Precht alles ohne Fachpersonal gehandelt werden, von Gegenständen aller Art bis Übernachtungen, Kommunikation, Verkehr, Energie, Finanztransaktionen, Ernährung, Lebensberatung, Partnersuche und Bespaßung. Auch die Zeit der Niedriglohnjobs in der digitalen Revolution laufe ab. Paketausfahrende von heute könnten vielleicht noch eine Zeit lang Drohnen bestücken, „bis auch solche Tätigkeiten robotisiert sind.“ Selbst IT-Experten würden voraussichtlich großteils von künstlicher Intelligenz verdrängt. (S. 25) Auch in Zukunft nicht verzichtbar – selbst wo technisch ersetzbar – hält Precht Tätigkeiten bzw. Berufe, die mit starker zwischenmenschlicher Zuwendung einhergehen sollten wie etwa im Erziehungs- und Bildungsbereich, in Betreuungszusammenhängen und im medizinischen Bereich. (S. 27 f.)
Für solche Aussichten und die damit verbundenen Begleit- und Folgeerscheinungen sieht Precht Politik und Gesellschaft schlecht vorbereitet. Moderne europäische Politik sei „gekennzeichnet durch den Ethosverzicht zugunsten taktischer Klugheit und höchster Flexibilität.“ Man überlasse Technokraten das Regieren, die ohne eigene inhaltliche Ziele die Dinge massenmedial vermittelt auf sich zukommen ließen: „Finanzkrise, Schuldenkrise, Bespitzelungsaffäre, Migrationskrise. Nichts davon geahnt, nichts gewusst.“ Nicht Politiker bestimmten auf diese Weise die künftigen Lebensverhältnisse, „sondern die Visionäre und Utopisten der digitalen Revolution: Google, Facebook, Amazon, Apple, Microsoft und Samsung. Gegen diese digitalen Supermächte sind Deutschlands Politiker strategische Pygmäen.“ (S. 52) Für Precht aber kommt es politisch entscheidend darauf an, „die Möglichkeiten digitaler Technologie nicht nur aus dem Blickwinkel des wirtschaftlichen Wettbewerbs zu sehen, sondern als Chance zu einem guten Gesellschaftsmodell. […] Keine ökonomische Logik produziert aus sich heraus ein menschenwürdiges Leben. Die Demokratisierung von Lebenschancen ist eine politische Aufgabe.“ (S. 57)

### Dystopie, Retropie und Utopie der digitalen Revolution
Von den drei kontrastierenden Szenarien, die Precht als mögliche Konsequenzen der digitalen Revolution anspricht, erscheint nur eines erstrebenswert. In dem als Dystopie bezeichneten pessimistischen Zukunftsentwurf für das Jahr 2040 werden junge Erwachsene von ihrem Datenerfassungsprogramm ganztägig gesteuert und versorgt. „Unser Leben kann gar nicht mehr nicht gelingen. Google, Facebook und Co. haben uns von der Diktatur der Freiheit befreit.“ (S. 59) Den Profit davon hat eine junge Garde von Investoren und Spekulanten im Datenhandel, deren Energie- und Ressourcenverbrauch die Abschaffung der Menschheit vorantreibt. (S. 60 f.) Chinas auf digitale Komplettüberwachung gegründetes „System für soziale Vertrauenswürdigkeit“ funktioniert seit zwei Jahrzehnten unangefochten und in anderen Teilen der Welt lediglich auf subtilere Art. (S. 67) In einer neuen Grundwerteordnung hat man „Autonomie gegen Bequemlichkeit getauscht, Freiheit gegen Komfort und Abwägung gegen Glück. Das Menschenbild der Aufklärung findet in der schönen neuen Digitalwelt der Überwachungssensoren und Digital-Clouds einfach keinen Platz mehr. Wozu Urteilskraft, wenn Algorithmen und diejenigen, denen sie gehören, mich besser kennen als ich mich selbst?“ (S. 69) Verhaltensmanipulation auf der Grundlage von Datenverarbeitung bestimmt den Lebensalltag und die Politik. (S. 71) Das Individuum hat Aussicht auf „Reinkarnation in der Technosphäre“ durch digitale Konservierung des Gehirns. (S. 81)
Andererseits ist auch die Vergangenheitsdimension, wie Precht eingehend darlegt, im individuellen Erleben sehr gewichtig. „Denn was sind wir im Alter anderes, als unsere eigene Geschichte.“ Normalerweise wüssten Menschen „den festen Boden von Traditionen, Überlieferungen, Gewohnheiten und Fortsetzbarem“ sehr zu schätzen. Doch in einer Wirtschaftsform, „die allen Raum auf unserem Planeten entgrenzt, Kulturen im Eiltempo entwurzelt, Tradition durch Neues ersetzt, flache Gesellschaften in Arm und Reich spaltet und überall Bedürfnisse und Bedarf weckt, sind solche Seelenheimaten belanglos.“ (S. 83 f.) Die Propagandisten der Digitalisierung, so Precht, nähmen keine Rücksicht auf hergebrachte Werte, sondern trieben zur Eile an, damit man nicht den Anschluss verpasse: „Digitalisierung first – Bedenken second.“ (S. 84 f.) Demgegenüber stünden vielerlei im Vergangenen, in der Retropie, einen Halt suchende gesellschaftliche Strömungen. Deren Anliegen seien ernstzunehmen und nur bei Auswüchsen wie Pegida grotesk. Doch generell sei die Retropie keine realistische Option. „Denn in der Geschichte der Menschheit gibt es kein freiwilliges Zurück, nur eine Bewegung nach vorn.“ (S. 89–92 und 97)
Folglich bleibt für Precht als sinnvolle Alternative zur Dystopie nur eine in die Zukunft gerichtete, auf konkrete Visionen gegründete, entwicklungsoffene, menschengerechte Utopie, die Orientierung für politisches Handeln bieten soll. Im Zentrum von Prechts Entwurf steht erklärtermaßen „der Mensch als freier Gestalter seines Lebens.“ (S. 97 f. und 124)

### Grundeinkommen als Autonomiebasis
Die vorherrschende Hochschätzung von Lohn- und Erwerbsarbeit und deren Kopplung an das individuelle Selbstwertgefühl hält Precht für unzeitgemäß, ebenso die Vorstellung von einem für alle möglichen gesellschaftlichen Aufstieg durch eigene Leistung, wie sie dem Bild der Leistungsgesellschaft zugrunde liege. Dagegen spreche – neben Niedriglohnsektor und wegfallenden Beschäftigungszweigen – die unterschiedliche Verteilung von Erbmassen. (S. 114–118)
Die Voraussetzung dafür, dass auf der Basis befriedigter Grundbedürfnisse allen ein freies Leben möglich wird, sieht Precht im Jahr 2018 in Deutschland in einem bedingungslosen Grundeinkommen von 1500 Euro. Ein damit verbundener freiwilliger Zuverdienst könne dafür sorgen, dass etwa auch Krankenschwestern und Altenpfleger (anders als bislang) über adäquate Einkommen verfügten. Es entfalle der Zwang, monotone und demoralisierende Arbeit auszuüben, die größtenteils ohnehin bald komplett digitalisiert würden. (S. 144 f. und 149)
Menschliches Glück hängt nicht ab von einem wachsenden Bruttoinlandsprodukt (BIP), betont Precht: „Was zum Glück beiträgt – Achtsamkeit, Respekt, eine Kultur des Vertrauens, Selbstbestätigung, Selbstwirksamkeit, die Kunst, mit seinen Ansprüchen umzugehen, keine Existenzangst zu haben, ein gutes Umfeld, Freunde usw. – ist seit den Tagen der antiken Griechen gut bekannt.“ Ein wachsendes BIP führe in Deutschland nicht zu mehr Glück. Vielmehr sei es Treiber einer wirtschaftlichen Dynamik, die bislang mit mehr Energieverbrauch und Ressourcenausbeutung einhergehe, mit stetigem Klimawandel und mehr Müll. (S. 152)
Zur Grundeinkommensfinanzierung ist für Precht eine Finanztransaktionssteuer in Form einer Mikrosteuer das geeignete Mittel. Diese könne auch Spekulationen auf Kosten von Investitionen in die Realwirtschaft eindämmen. „Eine Finanztransaktionssteuer macht die Finanzmärkte stabiler und verringert die Zockerei im Börsencasino. Verlierer sind nur die Extremzocker und niemand sonst.“ (S. 133–135)

### Bildung zur Humanität im digitalen Wandel
Zu Menschen, die nach Prechts Vorstellung künftig zu freien Gestaltern ihres Lebens werden sollen, passt ein vorrangig auf Arbeitsmärkte ausgerichtetes Bildungswesen nicht. Einerseits könne selbst umfassende Bildung nicht verhindern, dass jemand durch Technik ersetzt wird oder aus dem Schema der künftigen Arbeitswelt herausfällt. Ein hohes Maß an Bildung und Kreativität brauchten andererseits aber gerade auch Menschen, die zeitweilig oder länger keiner Erwerbsarbeit nachgingen. „Seinen Tag frei zu gestalten, sich freiwillig für eine Sache einzusetzen, Pläne zu machen und Ziele zu entwickeln, die einem niemand vorgibt – all diese Fähigkeiten unterscheiden den glücklicheren Menschen ohne Brotberuf vom abgespeisten, sich nutzlos fühlenden unglücklicheren.“ (S. 119 und 168)
Selbstorganisation, Selbstverantwortung und Selbstermächtigung sind die primären Fähigkeiten, zu denen Precht die Menschen künftig herangebildet sehen möchte. Selbstbestimmtes Interesse bzw. intrinsische Motivation seien dafür von zentraler Bedeutung. (S. 155 und 158) Das bisher gängige schulische Lernen für Noten habe seine Entsprechung in der nachschulischen Entlohnung beruflicher Arbeit durch Geld. „In gleichem Maße aber, wie die flächendeckende Erwerbsarbeit im Zuge der Digitalisierung zurückgeht, verliert diese Konditionierung ihren Sinn.“ (S. 169) Das künftig unerlässliche lebenslange Lernen erfordere ebenfalls intrinsische Motivation. Auch gelte es, das Erinnerungsvermögen zu fördern und nicht einfach an Maschinen auszulagern. Je weniger das Gedächtnis hergebe, desto geringer das Potenzial für eigene freie Gedankenkombinationen. „Wer Kreativität will, muss das Gedächtnis trainieren.“ (S. 171)
Um in einer Welt mit weniger Erwerbsarbeit glücklich sein zu können, wird laut Precht viel Zeit und Energie auf Selbstkultivierung zu verwenden sein und auf den angemessenen Umgang mit der digitalen Technik. (S. 172) Durch diese seien in vielen Bereichen einer humanen Gesellschaft der Zukunft Verbesserungen zu erwarten, dringlich etwa bezüglich des effizienteren Umgangs mit Energie und Ressourcen. (S. 218) Informationelle Selbstbestimmung zu erlangen, dürfe aber nicht allein Sache des Einzelnen sein. „Der normale Bürger kann sich kaum wehren, wenn unbekannte Dritte mit ihm Geld verdienen, seine privaten und beruflichen Netzwerke studieren, beobachten, wo man sich gerade aufhält, und Bewegungs- und Persönlichkeitsprofile erstellen.“ Wie die Verkehrsinfrastruktur gehört für Precht auch die digitale Infrastruktur in die Hand des Staates, „der seinen Bürgern kostenlos zur Verfügung stellt, was diese brauchen, um sich in der digitalen Welt zu informieren, zu kommunizieren und zu orientieren.“ (S. 232 und 240)

## Rezeptionsaspekte
„Von null auf Platz eins, mit einem geflügelten Marx-Wort, exakt zum 200. Geburtstag des gefeierten Kommunisten: Die jüngste Utopie eines Philosophen ist direkt an die Bestseller-Spitze geflogen, Punktlandung, und dort geblieben“, leitet Elisabeth von Thadden ihre Besprechung in der Zeit ein. Precht wolle jenen, die noch nicht in „technikfatalistische Duldungsstarre“ verfallen seien, einen vernünftigen Gesellschaftsentwurf vorschlagen. Zwar könne man einwenden, dass das Buch nichts Neues biete, doch wirke Prechts Weigerung, das Handtuch zu werfen, gewinnend.
Für Claudia Mäder steht Prechts These im Fokus, dass sich die drohende „Massenarbeitslosigkeit“ in etwas Positives wenden lasse, indem der Mensch nach dem Wegfall der Lohnarbeit die Möglichkeit habe, sein Dasein als „homo mercatorius“ hinter sich zu lassen und sich zum „freien Gestalter seines Lebens“ zu entwickeln – unter der Voraussetzung eines gesellschaftlichen Umdenkens hinsichtlich der bisherigen Verknüpfung von Selbstwert mit Lohnarbeit. Kaum Neues und „viel Wohlfeiles“ biete Precht noch in unzähligen anderen Bereichen von der Mobilität über die Medizin bis zum Datenschutz. „Doch auch wenn man über seinen mahnenden Duktus lächelt und sich über seinen apodiktischen Alarmismus ärgert: Es schadet nichts, dem Autor auf einigen seiner Gedankengänge zu folgen.“
In erster Linie handle es sich um einen Weckruf, erst im zweiten Schritt um eine Utopie, befindet Simone Miller in Deutschlandfunk Kultur. Precht mache es sich viel zu einfach mit dem Horrorszenario der durch die Digitalisierung verursachten allgemeinen Arbeitslosigkeit und der Grundeinkommenslösung. Sein ernsthaftes Nachdenken über die Digitalisierung und ihre Folgen hält Mäder zwar für richtig; der Vorschlag „rund um das Grundeinkommen und den Digital-Kapitalismus“ überzeuge sie jedoch nicht. Ihr erscheint sehr fraglich, ob die Abschaffung des Sozialstaats allgemein zustimmungsfähig wäre und ob auf der Basis des besagten Grundeinkommens tatsächlich alle die gleichen Chancen hätten, sich frei zu verwirklichen. Der Erfolg des Buches beruhe auf zwei Fähigkeiten Prechts: „Thematisch einen Nerv treffen und packend schreiben.“ Alle wüssten, „dass vieles so nicht weitergehen wird wie bislang“, doch habe die Realpolitik dazu kaum Ideen zu bieten. Precht dagegen mache einen konkreten Vorschlag und traue sich damit, „was wir uns alle wieder mehr trauen sollten – Visionen zu spinnen.“
Prechts Utopie-Entwurf basiere wie bei ihm üblich auf einer umfassenden und intensiven Recherche, deren Breite und Tiefe beeindruckend ist, heißt es bei kulturbuchtipps.de. Ebenfalls beeindruckend sei die Sprachgewalt, mit der diese Utopie entwickelt werde, mitunter „fast ein wenig zu emphatisch und wortgewaltig“. Precht wolle mit seinem Buch „nicht unterhalten, sondern wachrütteln und eine längst überfällige, breite gesellschaftliche und politische Debatte initiieren.“ Es handle sich um einen Grundlagentext „zu einer dringend anstehenden Grundsatzdiskussion über die Zukunft in unserem Lande und in Europa.“ Es seien viele wichtige Fragen, die „in diesem mitreißend geschriebenen und zum Handeln auffordernden Buch“ gestellt und beantwortet würden.
Johannes Pennekamp bringt Prechts Reflexionsgang in FAZ.NET auf die Formel: „Weil die Maschinen die Arbeit wegnehmen, brauche es mehr Sozialismus im Kapitalismus. Oder in Zahlen ausgedrückt: 1500 Euro für jeden, unabhängig davon, was sie oder er verdient – finanziert durch eine Transaktionssteuer.“ Die von Precht als Beleg für seine arbeitsmarktbezogenen Zukunftsbefürchtungen angeführte Studie der Oxford-Forscher Carl Frey und Michael Osborne sieht Pennekamp durch eine Studie der Arbeitssoziologin Sabine Pfeiffer und durch Bedenken des Ökonomen Jens Südekum in Frage gestellt, für den nichts auf eine künftige Massenarbeitslosigkeit hindeute. Spekulation und Panik seien unangebracht, gibt Pennekamp Südekum wieder und zitiert ihn: „Und ich frage mich, wem so große Gesellschaftsentwürfe etwas bringen, wenn sie auf ganz verkürzter empirischer Grundlage basieren – seien sie auch noch so eloquent vorgetragen.“

## Ausgaben
- Jäger, Hirten, Kritiker. Eine Utopie für die digitale Gesellschaft. Goldmann Verlag, München 2018, ISBN 978-3-442-31501-7.